# Emily's D+Evolution
Emily's D+Evolution è il quinto album in studio della musicista statunitense Esperanza Spalding, pubblicato nel 2016.

## Tracce
Testi e musiche di Esperanza Spalding, tranne dove indicato.
1. Good Lava – 3:38
2. Unconditional Love – 3:46
3. Judas – 4:10
4. Earth to Heaven – 3:52
5. One – 3:15
6. Rest in Pleasure – 4:59
7. Ebony and Ivy – 4:20
8. Noble Nobles (Esperanza Spalding, Corey King) – 3:33
9. Farewell Dolly – 2:07
10. Elevate or Operate – 4:03
11. Funk the Fear – 5:07
12. I Want It Now (Anthony Newley, Leslie Bricusse) – 2:51